# Linha Lombarda
A Linha Lombarda (em Italiano Linea Lombarda) é o nome de um movimento artístico que desenvolveu-se no norte da Itália, particularmente na região da Lombardia, no final do século XIX e floresceu durante os primeiros três quartos do século XX.
Esse movimento literário foi assim chamado por Luciano Anceschi em sua antologia Linea lombarda (1952), que incluía obras publicadas e inéditas de varios autores.

## História
O termo Linea lombarda vem de um conjunto de tematicas e autores, nos quais se combina uma “Weltanschauung” tipicamente lombarda e milanesa. Assim, são representados os autores do romantismo tardio, Scapigliatura e simbolismo, futurismo e realismo mágico.
Diz-se que durante a década de 1950 formou-se um grupo de escritores, poetas e críticos (que estiveram ligados à definição da Linea lombarda). O grupo se reuniu no Blue Bar de Milão, na praça Filippo Meda. Entre eles estavam Luciano Erba, Vittorio Sereni e Piero Chiara.

## Escritores e poetas[3]

### Primeira geração
- Alessandro Manzoni (1785–1873)
- Cletto Arrighi (1828–1906)
- Camillo Boito (1836–1914)
- Iginio Ugo Tarchetti (1839–1869)
- Emilio Praga (1839–1875)
- Achille Bizzoni (1841–1904)
- Arrigo Boito (1842–1918)
- Ludovico Corio (1847–1911)
- Carlo Dossi (1849–1910)

### Segunda geração
- Paolo Valera (1850–1926)
- Emilio De Marchi (1851–1901)
- Gian Pietro Lucini (1867–1914)
- Carlo Bertolazzi (1870–1916)
- Carlo Linati (1878–1949)
- Delio Tessa (1886–1939)
- Augusto De Angelis (1888–1944)

### Terceira geração
- Massimo Bontempelli (1878–1960)
- Alberto Savinio (1891–1952)
- Carlo Emilio Gadda (1893–1973)
- Roberto Rebora (1910–1992)
- Aldo Buzzi (1910–2009)
- Giorgio Scerbanenco (1911–1969)
- Vittorio Sereni (1913–1983)
- Piero Chiara (1913–1986)
- Luigi Santucci (1918–1999)
- Alberto Vigevani (1919–1999)

### Quarta geração
- Giorgio Simonotti Manacorda (1915–1971)
- Giorgio Orelli (1921–2013)
- Luciano Erba (1922–2010)
- Giovanni Testori (1923–1993)
- Lento Goffi (1923–2008)
- Ottiero Ottieri (1924–2002)
- Renato Olivieri (1925–2013)
- Luciano Prada (1926–1994)
- Umberto Simonetta (1926–1998)
- Vittorio Orsenigo (1926)
- Giorgio Cesarano (1928–1975)
- Giancarlo Majorino (1928–2021)
- Danilo Montaldi (1929–1975)
- Carlo Castellaneta (1930–2013)
- Franco Loi (1930–2021)
- Giovanni Raboni (1932–2004)
- Sandro Boccardi (1932–2023)
- Raffaele Crovi (1934–2007)
- Angelo Fiocchi (1935-)
- Tiziano Rossi (1935-)
- Grytzko Mascioni (1936–2003)
- Rodolfo Quadrelli (1939–1984)
- Giampiero Neri (1927–2023)
- Maurizio Cucchi (1945-)